# Шатрова, Елена Митрофановна
Елена Митрофановна Шатро́ва (в замужестве — Казанко́ва; 19 (31) мая 1892, Москва — 15 июля 1976, Москва) — российская, советская актриса, педагог. Народная артистка СССР (1968). Лауреат двух Сталинских премий первой степени (1948, 1949).

## Биография
Родилась 19 (31) мая 1892 года (по другим источникам — 31 мая (12 июня) 1892 года) в Москве (по другим источникам — 18 (31) мая 1892 года в Санкт-Петербурге).
В 1909 году окончила Санкт-Петербургскую женскую гимназию принцессы Ольденбургской Евгении Максимилиановны (ныне гимназия № 157 имени принцессы Е. М. Ольденбургской), в 1912 — частную театральную «Школу сценических искусств» (педагоги А. П. Петровский, А. А. Санин, С. И. Яковлев). В школьных спектаклях играла Лизу Огонькову («Псиша» Ю. Д. Беляева), Верочку («Месяц в деревне» И. С. Тургенева)

Могила Е. М. Шатровой.

В 1912 году руководитель Харьковского драматического театра Н. Н. Синельников пригласил её в свою труппу, где она дебютировала в роли Джессики в «Венецианском купце» У. Шекспира. В этом театре актриса служила четыре сезона, став, как рассказывает в своих воспоминаниях Г. Ю. Бахтаров, женой старшего сына Н. Н. Синельникова, а позже познакомилась со своим будущим мужем — актёром того же театра Николаем Радиным (настоящая фамилия — Казанков).
В 1916—1917 годах служила в Театре Суходольских (с 1917 — Московский драматический театр). В 1918 году стала ведущей актрисой Театра Корша (с 1920 — «3-й театр РСФСР. Комедия»). В мае—августе 1924 года — актриса Московского Дмитровского театра. Проведя сезон 1924—1925 годов в Театре им. МГСПС, а в мае—августе 1925 в Московском театре «Эрмитаж», вернулась в бывший Театр Корша, к тому времени уже получивший новое название — Московский театр «Комедия (бывший Корш)».
В 1927—1928 годах выступала на сцене Краснодарского театра драмы, в мае—сентябре 1928 года — в Архангельском театре. После чего, вместе с мужем и партнёром по сцене Николаем Радиным, вновь вернулась в бывший Театр Корша, уже называвшийся «Московский драматический театр». Среди лучших ролей, сыгранных актрисой на этой сцене, — Варя в «Дикарке» А. Н. Островского и Н. Я. Соловьёва, Лиза в «Дворянском гнезде» по И. С. Тургеневу, Марфинька в «Обрыве» по И. А. Гончарову, Лиза в «Горьком цвете» и Маша в «Касатке» А. Н. Толстого, Амалия в «Разбойниках» Ф. Шиллера, Катарина в «Укрощение строптивой» У. Шекспира. Сценический дуэт Шатровой и Радина, как отмечала Большая советская энциклопедия, «отличался комедийной остротой, мастерством диалога».
Много выступала в переводных, т. н. салонных, комедиях: Жермен («Ложь» Л. Вернея), жена миллионера («Золотое дело» М. Жербидона), Сюзи («Болото» М. Паньоля и П. Нивуа), Жоржина («Золотая осень» Р. де Флера и Г. А. де Кайяве).
В 1932 года — актриса Малого театра, на сцене которого дебютировала в роли Лидии Чебоксаровой в пьесе А. Н. Островского «Бешеные деньги». Свои лучшие роли в Малом театре, где она служила до конца жизни, актриса сыграла в пьесах А. Н. Островского; в их числе — Коринкина в пьесе «Без вины виноватые», Купавина в «Волках и овцах», Феклуша в «Грозе»,
Мамаева в пьесе «На всякого мудреца довольно простоты». Последней ролью стала Василиса Волохова в спектакле «Царь Федор Иоаннович» по пьесе А. К. Толстого.
Много работала на радио.
В 1935—1938 годах преподавала в Театральном училище имени М. С. Щепкина при Малом театре России.
После смерти мужа в 1935 году осталась одна, единственная общая дочь Марина умерла от туберкулёзного менингита ещё маленьким ребёнком. От одиночества спасалась творческой работой и общественными заботами, занимаясь социальными проблемами во Всероссийском театральном обществе (ВТО). В 1964—1976 годах была заместителем председателя Президиума Совета ВТО.
Член ВКП(б) с 1950 года. Депутат ВС РСФСР 4—5 созывов.
Скончалась 15 июля 1976 года. Похоронена на Ваганьковском кладбище рядом с мужем Н. М. Радиным (17 уч.).

### Семья
- Муж — Николай Мариусович Радин (настоящая фамилия — Казанков; 1872—1935), актёр и режиссёр. Заслуженный артист Республики (1925).
- Дочь — Марина, умерла во младенчестве.

## Творчество

### Театральные работы

#### Харьковский драматический театр Н. Н. Синельникова
- «Дикарка» А. Н. Островского и Н. Я. Соловьёва — Варя
- «Дворянское гнездо» по И. С. Тургеневу — Лиза Калитина
- «Дядя Ваня» А. П. Чехова — Соня
- «Иванов» А. П. Чехова — Саша
- «Вишнёвый сад» А. П. Чехова — Аня
- «Обрыв» по И. А. Гончарову — Марфинька
- «Гамлет» Шекспира — Офелия
- «Горячее сердце» А. Н. Островского — Параша
- «Чайка» А. П. Чехова — Нина Заречная
- «Три сестры» А. П. Чехова — Ирина

#### Краснодарский театр драмы
- 1927 — «Разлом» Б. А. Лавренёва — Ксения
- 1928 — «Человек с портфелем» А. М. Файко — Зина Башкирова

#### Театр Корша
- «Касатка» А. Н. Толстого — Маша
- «Горький цвет» А. Н. Толстого — Лиза
- «Нечистая сила» А. Н. Толстого — Вера
- «Недомерок» Никкодеми — Недомерок
- «Доходное место» А. Н. Островского — Полинька
- «Таланты и поклонники» А. Н. Островского — Александра Николаевна Негина
- «Разбойники» Ф. Шиллера — Амалия
- «Коварство и любовь» Ф. Шиллера — Луиза
- «Сирано де Бержерак» Э. Ростана — Роксана
- «Пигмалион» Б. Шоу — Элиза Дулитл
- «Много шума из ничего» Шекспира — Беатриче
- «Укрощение строптивой» Шекспира — Катарина
- «Ревизор» Н. В. Гоголя — Марья Антоновна
- «Волки и овцы» А. Н. Островского — Евлампия Николаевна Купавина
- «Потерянная дочь» С. С. Каменского — Нелли
- «Наследники Рабурдена» Э. Золя — Шарлотта
- «Ложь» Л. Вернея — Жермен
- «Слесарь и канцлер» А. В. Луначарского — Лара
- «Торговцы славой» М. Паньоля и П. Нивуа — Жермена
- «Волки» М. Тудуза — Кетти Маакдональд
- «Золотое дело» М. Жербидона — жена миллионера
- «Болото» М. Паньоля и П. Нивуа — Сюзи
- «Золотая осень» Р. де Флера и Г. А. де Кайяве — Жоржина

#### Малый театр
- 1932 — «Бешеные деньги» А. Н. Островского — Лидия Юрьевна Чебоксарова
- 1933 — «Стакан воды» Э. Скриба — Герцогиня Мальборо
- 1934 — «Последняя бабушка из Семигорья» И. В. Евдокимова. Постановка Н. Ф. Костромского и А. И. Сашина-Никольского, художник Н. А. Меныпутин — Марья
- 1934 — «В чужом пиру похмелье», композиция М. С. Нарокова по пьесе А. Н Островского — Марья Антиповна
- 1935 — «Волки и овцы» А. Н. Островского — Евлампия Николаевна Купавина
- 1935 — «Соло на флейте» И. К. Микитенко — Наталка Рогоз
- 1935 — «На бойком месте» А. Н. Островского — Евгения
- 1936 — «Растеряева улица» М. С. Нарокова по Г. И. Успенскому — Маланья
- 1936 — «Женитьба Белугина» А. Н. Островского и Н. Я. Соловьёва — Елена
- 1938 — «Горе от ума» А. С. Грибоедова — Наталья Дмитриевна
- 1938 — «На берегу Невы» К. А. Тренёва — Поля
- 1938 — «Любовь Яровая» К. А. Тренёва — Панова
- 1939 — «Борис Годунов» А. С. Пушкина — Марина Мнишек
- 1939 — «Стакан воды» Э. Скриба — Королева и герцогиня Мальборо
- 1939 — «На всякого мудреца довольно простоты» А. Н. Островского — Мамаева
- 1940 — «Волки и овцы» А. Н. Островского — Евлампия Николаевна Купавина
- 1941 — «Без вины виноватые» А. Н. Островского — Коринкина
- 1944 — «Волки и овцы» А. Н. Островского — Купавина
- 1945 — «Сотворение мира» Н. Ф. Погодина — Надежда Алексеевна
- 1946 — «Великая сила» Б. С. Ромашова — Милягина
- 1947 — «Минувшие годы» Н. Ф. Погодина — Ангелина
- 1948 — «Московский характер» А. В. Софронова — Гринёва
- 1951 — «Ревизор» Н. В. Гоголя — Анна Андреевна
- 1952 — «Без вины виноватые» А. Н. Островского — Коринкина
- 1952 — «Доходное место» А. Н. Островского — Кукушкина
- 1953 — «Порт-Артур» А. Н. Степанова и И. Ф. Попова — Вера Алексеевна Стессель
- 1954 — «Сердце не камень» А. Н. Островского — Аполлинария Панфиловна
- 1955 — «Горе от ума» А. С. Грибоедова — княгиня Тугоуховская
- 1956 — «Власть тьмы» Л. Н. Толстого — Матрёна
- 1957 — «Крылья» А. Е. Корнейчука — Надежда Степановна
- 1958 — «Веер леди Уиндермир» О. Уайльда — герцогиня Бёрвик
- 1959 — «Иванов» А. П. Чехова — Зинаида Савишна
- 1960 — «Ярмарка тщеславия» В. Теккерея — миссис Седли
- 1961 — «Весенний гром» Д. И. Зорина — Василиса
- 1962 — «Гроза» А. Н. Островского — Феклуша
- 1963 — «Горе от ума» А. С. Грибоедова — княгиня Тугоуховская
- 1965 — «Ревизор» Н. В. Гоголя — жена унтер-офицера
- 1966 — «Волшебное существо» А. П. Платонова и Р. И. Фраермана — Пелагея Никитишна
- 1968 — «Бешеные деньги» А. H. Островского — Чебоксарова
- 1970 — «Так и будет» К. М. Симонова — тётя Саша
- 1972 — «Правда хорошо, а счастье лучше» А. Н. Островского — Барабошева
- 1973 — «Царь Фёдор Иоаннович» А. К. Толстого. Постановка Б. И. Равенских — Василиса Волохова

### Фильмография
- 1937 — Ленин в Октябре — Анна Михайловна, хозяйка конспиративной квартиры
- 1948 — Драгоценные зёрна — эпизод
- 1953 — Застава в горах — Полина Антоновна Прохорова, мать начальника пограничной заставы

### Телеспектакли
- 1952 — Волки и овцы — Купавина
- 1952 — На всякого мудреца довольно простоты — Мамаева
- 1964 — Порт-Артур — мадам Стессель
- 1968 — Несъедобный ужин — тётя Роз
- 1972 — Былое и думы (7-я серия «Москва. Петербург») — Ольга Александровна Жеребцова
- 1972 — Правда — хорошо, а счастье лучше — Мавра Тарасовна Барабошева
- 1973 — Так и будет — тётя Саша
- 1974 — Дом Островского — Аполлинария Памфиловна Халымова («Сердце не камень»)
- 1976 — Фиалка — Новосёлова

### Работа на радио
На радио записала несколько литературных программ: отрывок из романа «Обрыв» И. А. Гончарова, фрагмент поэмы Н. А. Некрасова «Русские женщины», стихотворная сказка И. З. Сурикова «Клад». Участвовала также в радиоспектаклях:
- «Женитьба» Н. В. Гоголя — Агафья Тихоновна
- «Мать» Ф. Ф. Кнорре — Мадленка
- «Без языка» В. Короленко — Барыня
- «Снегурочка» А. Н. Островского — Купава

## Звания и награды
- Заслуженная артистка РСФСР (1937)
- Народная артистка РСФСР (1949)
- Народная артистка СССР (1968)
- Сталинская премия первой степени (1948) — за исполнение роли Милягиной в спектакле «Великая сила» Б. С. Ромашова
- Сталинская премия первой степени (1949) — за исполнение роли Ирины Фёдоровны Гринёвой в спектакле «Московский характер» А. В. Софронова[8]
- Два ордена Ленина (1949, 1972)
- Орден Октябрьской Революции (1974)
- Два ордена Трудового Красного Знамени (1960, 1967)[5]
- Медаль «За доблестный труд в Великой Отечественной войне 1941—1945 гг.» (1946)
- Медаль «За оборону Москвы» (1944)
- Медаль «В память 800-летия Москвы» (1948)
- Медаль «За доблестный труд. В ознаменование 100-летия со дня рождения Владимира Ильича Ленина»

## Архив
Архив Елены Митрофановны Шатровой хранится в Российском государственном архиве литературы и искусства в фонде под номером 2086. Он включает 1001 единицу хранения. В фонде содержатся многочисленные рукописи, записные книжки и тетради Шатровой, переписка, фотографии и материалы артистической деятельности. Фонд охватывает документы с 1890 по 1978 годы.

## Сочинения
- Шатрова Е. Жизнь моя — театр. — М., 1975